# Józef Szarota
Józef Szarota (ur. 16 lipca 1896 w Chrzanowie, zm. 12 października 1941 w Krakowie) – kapitan piechoty Wojska Polskiego.

## Życiorys
Urodził się 16 lipca 1896 w Chrzanowie, ówczesnym mieście powiatowym Królestwa Galicji i Lodomerii, w rodzinie Józefa.
W czasie I wojny światowej pełnił służbę w Legionach Polskich.
21 grudnia 1920 został zatwierdzony z dniem 1 kwietnia 1920 w stopniu porucznika, w piechocie, w grupie oficerów byłych Legionów Polskich. 1 czerwca 1921 pełnił służbę w Oddziale V Sztabu Ministerstwa Spraw Wojskowych, a jego oddziałem macierzystym był 3 Pułk Piechoty Legionów. 3 maja 1922 został zweryfikowany w stopniu porucznika ze starszeństwem z 1 czerwca 1919 i 957. lokatą w korpusie oficerów piechoty. W 1923 był odkomenderowany z macierzystego pułku w Jarosławiu do Oficerskiej Szkoły Topografów w charakterze ucznia dwuletniego kursu. W następnym roku wrócił do pułku. 3 maja 1926 został mianowany kapitanem ze starszeństwem z 1 lipca 1925 i 58. lokatą w korpusie oficerów piechoty. W czerwcu 1930 został przeniesiony do 12 Pułku Piechoty w Wadowicach. W grudniu 1931 został zwolniony z zajmowanego stanowiska i oddany do dyspozycji dowódcy Okręgu Korpusu Nr V, a z dniem 31 maja 1932 przeniesiony w stan spoczynku.
Zmarł 12 października 1941 w Krakowie. Został pochowany na cmentarzu wojskowym przy ul. Prandoty w Krakowie.

## Ordery i odznaczenia
- Krzyż Niepodległości – 16 września 1931 „za pracę w dziele odzyskania niepodległości”[14][15]
- Krzyż Walecznych trzykrotnie[16]